# Movoi
Movoi (ou Movoy) est un village du Cameroun situé dans le département du Mayo-Tsanaga et la Région de l'Extrême-Nord, à proximité du mont Movoy (Hossere Movoy, 1 049 m) et de la frontière avec le Nigeria. Il fait partie du canton de Tchevi dans la commune de Bourrha.

## Population
En 1966-1967 Movoi comptait 375 habitants, principalement Goude. Lors du recensement de 2005, 1 500 personnes y ont été dénombrées.